# Pseudotretomphalus
Pseudotretomphalus es un género de foraminífero bentónico considerado un sinónimo posterior de Cymbaloporetta de la subfamilia Cymbaloporinae, de la familia Cymbaloporidae, de la superfamilia Planorbulinoidea, del suborden Rotaliina y del orden Rotaliida. Su especie tipo era Tretomphalus bulloides var. plana. Su rango cronoestratigráfico abarcaba el Holoceno.

## Clasificación
Pseudotretomphalus incluía a las siguientes especies:
- Pseudotretomphalus grandis †, aceptado como Cymbaloporetta grandis
- Pseudotretomphalus milletti †, aceptado como Cymbaloporetta milletti
- Pseudotretomphalus plana †, aceptado como Cymbaloporetta plana